# غيل ديفيرز
غيل ديفيرز (Gail Devers) هي لاعبة أولمبية لرياضة ألعاب القوى من الولايات المتحدة. شاركت في الأولمبياد الصيفي في 1992–1996، وفازت بما مجموعه 3 ميداليات.

## الميداليات
| ذهب | فضة | برونز | المجموع |
| 3   | 0   | 0     | 3       |

## روابط خارجية
- غيل ديفيرز على موقع الاتحاد الدولي لألعاب القوى (الإنجليزية)
- غيل ديفيرز على موقع الاتحاد الأمريكي لسباقات المضمار والميدان (الإنجليزية)
- غيل ديفيرز على موقع الاتحاد الأمريكي لسباقات المضمار والميدان، قاعة المشاهير (الإنجليزية)
- غيل ديفيرز على موقع اللجنة الأولمبية الدولية (الإنجليزية)
- غيل ديفيرز على موقع أوليمبيديا (الإنجليزية)